# Lecaniodiscus
Lecaniodiscus es un género con cuatro especies de plantas de flores perteneciente a la familia Sapindaceae. 

## Especies seleccionadas
- Lecaniodiscus cupanioides
- Lecaniodiscus fraxinifolia
- Lecaniodiscus punctatus
- Lecaniodiscus vaughaniae

- Datos: Q3368054
- Multimedia: Lecaniodiscus / Q3368054
- Especies: Lecaniodiscus